# Мілош Якеш
Мілош Якеш  (чеськ. Miloš Jakeš; 12 серпня 1922, Чешке Чалупі, район Чеський Крумлов — 10 липня 2020) — чеський комуністичний політик. Він був генеральним секретарем Комуністичної партії Чехословаччини з 1987 до 1989 рр. Мілош Якеш пішов з посади наприкінці листопада 1989 року на тлі Оксамитової революції.

## Життєпис
Мілош Якеш народився 12 серпня 1922 року в Чешке Чалупі поблизу Чеський Крумлов. Він виріс у бідній сільській родині на прикордонні. Працював на фабриці взуття в Зліні між 1937 і 1950 роками. Приєднався до Комуністичної партії Чехословаччини після закінчення Другої світової війни. У 1955 році він розпочав навчання у Вищому коледжі партії Москви. Після здобуття наукового ступеню у 1958 році його кар'єра продовжувалась безперервно навіть у період 1968 року Празької весни. Згодом Якеш став одним із головних ініціаторів політичної чистки, проведеної в ім'я «нормалізації».
Як генеральний секретар Якеш використовував прізвище «Мілош». Під час судового розгляду було виявлено, що його фактичне ім'я — «Мілоуш».
Якеш живе у Празі як звичайний пенсіонер, є частим гостем на сучасних мітингах комуністів. Він написав книгу «Два роки на посаді Генерального секретаря».

## Лідер партії
Після зняття Густава Гусака на драматичному засіданні партії у грудні 1987 року Якеш був висунутий на посаду Генерального секретаря Комуністичної партії Чехословаччини. Після приходу до влади Якеш почав заявляти про себе, як про реформатора. Незважаючи на спробу Комуністичної партії заспокоїти вимоги громадськості щодо реформ, Якеш залишався проти будь-якого діалогу зі зростаючим опозиційним рухом у країні. Навіть коли спалахнула Оксамитова революція, Якеш відмовився розглядати будь-які серйозні переговори з опозицією. 24 листопада він подав у відставку разом з усією Президією партії. Комуністи офіційно відмовилися від влади через чотири дні.

## Виступ у Червенському Градеку
Мілош Якеш здобув небажану славу завдяки своїй знаменитій промові, адресованій місцевим партійним працівникам у Червенському Градеку, що неподалік міста Плзень. Говорячи про необхідність перебудови Михайла Горбачова, він представляв себе та партію, яка нібито залишилась на самоті для подолання негараздів. Якеш допустив прорахунки у власній промові, яку записав журналіст чеського телебачення і таємно зробив копію стрічки.

## Нагороди
Мілош Якеш нагороджений орденом Клемента Готвальда, орденом Жовтневої революції (1982 рік). Герой Праці Чехословаччини.